# Strip Search (film)
Strip Search to amerykańsko-kanadyjski film fabularny z 1997 roku, napisany przez Thomasa Parkinsona oraz wyreżyserowany przez Roda Hewitta. W rolach głównych wystąpili w nim Michael Paré (jako funkcjonariusz policji obyczajowej poszukujący zaginionej dziewczyny) oraz Pam Grier (jako partnerka bohatera, policjantka). Światowa premiera obrazu miała miejsce 2 lipca 1997 w Finlandii. Projekt kręcono w Montrealu.

## Opis fabuły
Piękna Sheila nawiązuje współpracę z bezwzględnym funkcjonariuszem policji obyczajowej, czarującym i przystojnym Robbym Durrellem. Chce, by mężczyzna pomógł jej znaleźć zaginioną przyszywaną córkę, która jest striptizerką. Okazuje się, że obie kobiety prowadzą podwójne życie. Durrell może liczyć jednak na pomoc współpartnerki, policjantki Janette.

## Obsada
- Michael Paré − Robby Durrell
- Pam Grier − Janette
- Hryhorij Hładij − Helmut Wicks
- Heidi von Palleske − Sheila
- Lucie Laurier − Billy
- Mackenzie Gray − Lawrence Durrell
- Maury Chaykin − Tomas
- Carl Alacchi − Jim